# Eugenia rigidifolia
Eugenia rigidifolia là một loài thực vật có hoa trong Họ Đào kim nương. Loài này được A.Rich. mô tả khoa học đầu tiên năm 1846.